# John Berkenhout
John Berkenhout (Leeds, 8 de julho de 1726 — Besselsleigh, Oxford, 3 de abril de 1791) foi um médico, escritor multifacetado e naturalista inglês que se destacou no estudo dos mamíferos europeus.

## Biografia
Berkenhout nasceu em Leeds, filho de John Berkenhout, um mercador neerlandês que se fixara em Yorkshire, e Anne Kitchingman. Foi educado na Leeds Grammar School e iniciou estudos na área do comércio, pois seus pais pretendiam que seguisse uma carreira comercial, tendo sido enviado para a Alemanha para estudar a língua alemã. Depois de ter estudado alguns anos na Alemanha, acompanhou alguns nobres ingleses numa viagem de estudo pela Europa. Após o regresso dessa viagem, fixou-se em Berlim, onde foi hóspede de Jakob Friedrich von Bielfeld, o barão de Bielfeld, um parente de seu pai que se distinguira na política e na literatura.
Berkenhout assentou praça como cadete num regimento de infantaria do Exército Prussiano, onde foi promovido a alferes e depois a capitão. Em 1756, no início da Guerra dos Sete Anos, deixou o serviço prussiano e transferiu-se para um regimento inglês, onde foi comissionado como oficial. Em 1760 matriculou-se na Edinburgh University como estudante de Medicina. De Edinburgh transferiu-se para a Universiteit Leiden (Universidade de Leiden, em Leiden, onde obteve o grau de doutor em Medicina (físico) a 13 de maio de 1765. Concluídos os estudos regressou a Inglaterra, fixando-se em Isleworth, no Middlesex, constando 'Suffolk Collections' (xc. 403) de David Elisha Davy que ele praticou como médico durante algum tempo em Bury St Edmunds.
Enquanto estudante em Edinburgh publicou a obra Clavis Anglicae Linguae Botanicae. Após ter terminado os seus estudos, manteve o seu interesse pela história natural, publicando diversas obras, entre as quais Outlines of the Natural History of Great Britain and Ireland (1769) e Synopsis of the Natural History of Great Britain and Ireland (1789).  Foi nestas obras que  Berkenhout, e não Linnaeus como frequentemente é referido, atribuiu o nome de rato-da-noruega à espécie que actualmente tem o binome Rattus norvegicus.
Em 1778 Berkenhout foi enviado com a Carlisle Peace Commission como agente britânico nas colónias norte-americanas durante a Revolução Americana. Apesar do Congresso Continental não ter autorizado a Comissão a ir além de New York, Berkenhout conseguiu chegar clandestinamente a Philadelphia. Conhecia o diplomata Arthur Lee, e através dele contactou Richard Henry Lee, tentando levar a cabo a missão de que a Comissão o incumbira. Contudo, em Setembro surgiu a suspeita de que estaria a tentar corromper cidadão influentes e foi detido, interrogado e metido na prisão. Enquanto preso foi visitado por Timothy Matlack e Benjamin Rush, tendo a visita resultado numa altercação, com insultos verbais.
Berkenhout acabou por ser libertado, tendo-se reunido aos comissários em New York a 19 de Setembro, mas como as as negociações da Carlisle Commission tinham resultado infrutíferas, regressou a Inglaterra, tendo sido premiado com uma pensão em reconhecimento pelos seus serviços.
Berkenhout faleceu a 3 de abril de 1791 em Besselsleigh, nos arredores de Oxford.

## Obras

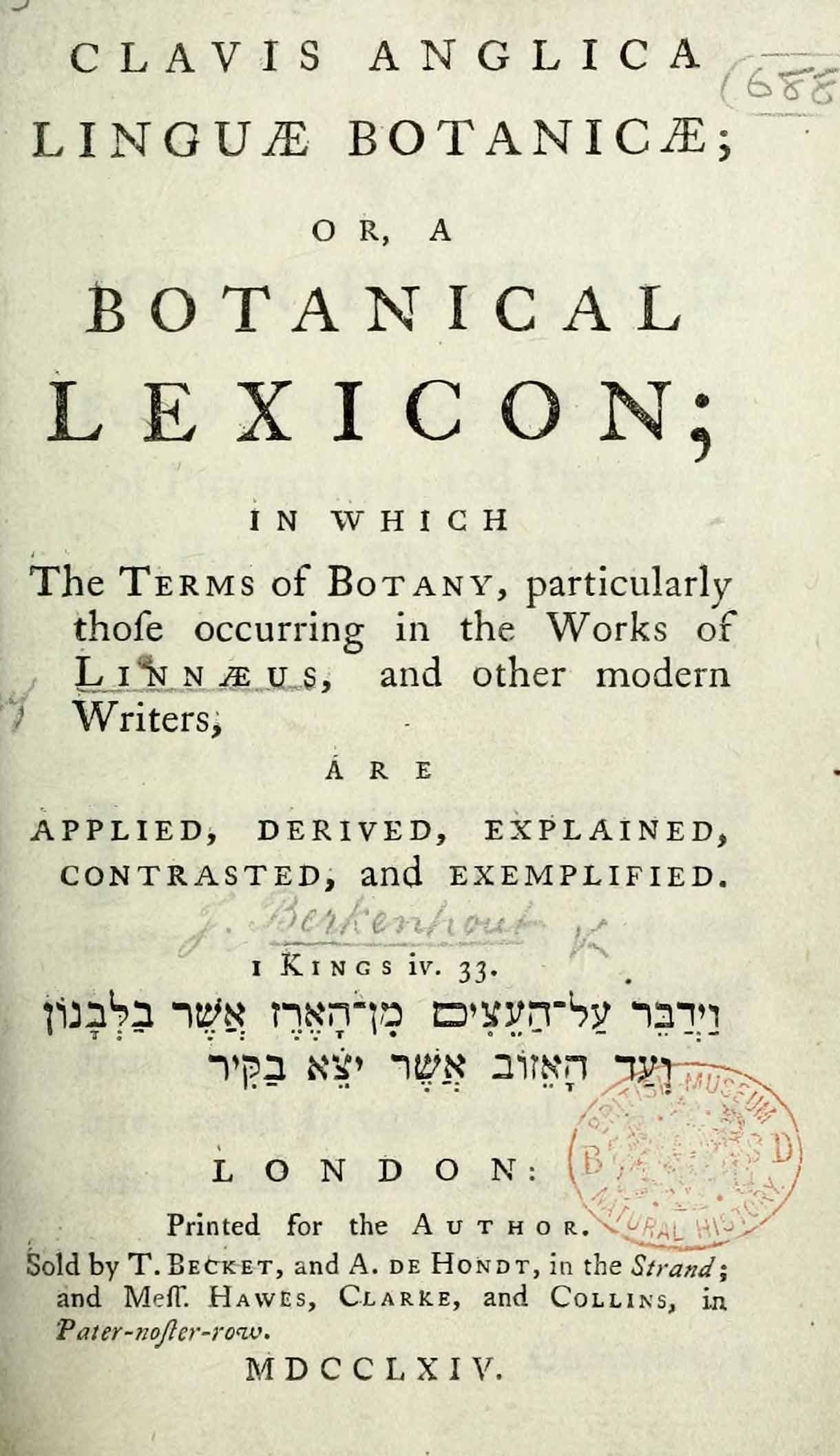
Clavis anglica linguae botanicae, 2nd edition, 1764

Enquanto estudante em Edinburgh, Berkenhout publicou em 1762 um léxico botânico intitulado Clavis Anglica Linguæ Botanicæ Linnæi, que teve segunda edição em 1764 e terceira edição em 1766. Para a sua dissertação doutoral escreveu Dissertatio Medica inauguralis de Podagra, dedicada aquando da publicação ao barão de Bielfeld. Em 1766 publicou a obra Pharmacopoeia Medici.
Em 1769 publicou o primeiro volume da obra Outlines of the Natural History of Great Britain; o segundo volume apareceu em 1770 e o terceiro em 1771. A obra foi republicada em 1773 (os três volumes), com uma edição revista, em dois volumes, a aparecer em 1788 com o título A Synopsis of the Natural History of Great Britain. Em 1771 publicou um exame e refutação da obra de William Cadogan intitulada Dissertation on the Gout (Dissertação sobre a gota).
A principal obra de Berkenhout é a miscelânea biobibliográfica intitulada Biographia Literaria, or a Biographical History of Literature, containing the lives of English, Scotch, and Irish authors, from the dawn of letters in these kingdoms to the present time, chronologically and classically arranged (1777, apenas o primeiro volume foi publicado). No prefácio desta obra reconhece a dívida em relação a George Steevens que lhe forneceu as biografias dos poetas. Steevens na realidade usou a obra para lançar em circulação um dos seus embustes, uma carta forjada atribuída a George Peele.
Em 1780 Berkenhout publicou a obra Lucubrations on Ways and Means, uma proposta sobre impostos e política fiscal. Algumas das suas sugestões foram adoptadas por Lord North, outras subsequentemente por William Pitt the Younger. A sua obra Essay on the Bite of a Mad Dog (Ensaio sobre a mordedura de um cão raivoso) foi publicada em 1783 e a obra Symptomatology (Sintomatologia) em 1784. O último trabalho publicado por Berkenhout foi Letters on Education to his Son at the University (Cartas sobre educação dirigidas ao seu filho na Universidade), publicada em 1790, na qual comenta o sistema de fagging nas escolas públicas britânicas do tempo.
Berkenhout também publicou em 1777 um Treatise on Hysterical and Hypochondriacal Diseases (Tratado sobre a histeria e as doenças hipocondríacas), traduzido de uma obra de Pierre Pomme publicada em francês. Em 1779 editou uma versão revista da obra de John Campbell intitulada Lives of the Admirals (Vidas dos almirantes). Traduziu do sueco, com o título Letters from an Old Man to a Young Prince (1756), as cartas do conde Carl Gustaf Tessin ao futuro Gustavus III da Suécia. Richard Linnecar a sua obra Strictures on Freemasonry a Berkenhout.

## Publicações
- Clavis anglica linguae botanicae (em latim) 1 ed. Edinburgh: [s.n.] 1762
  - Clavis anglica linguae botanicae (em latim) 2 ed. Londres: Thomas Becket & Peter Abraham De Hondt. 1764
- Outlines of the Natural History of Great Britain and Ireland (1769)
- Synopsis of the Natural History of Great Britain and Ireland (1789)
- First lines of the theory and practice of philosophical chemistry. Londres: Cadell, 1788
- A volume of letters from Dr. Berkenhout to his son at the university. Londres: Cadell 1790